# Вода (старословенска митологија)
Вода у старословенској митологији заузима значајно мјесто и представља неизоставан сегмент магијских обреда и ритуала. 

## Љековита вода
У магијским ритуалима и обредима важна је такозвана љековита вода. Вода која се сматра љековитом и која се користи у ритуалима може бити вода са извора или вода која се у току ритуала купања мртвог слива низ тијело умрлог. У љековитој води се умива или купа, а понекад се та вода пије. Користили су је и као састојак у неким сложенијим магијским рецептурама. Коришћена је такође за прорицање будућности. Остаци култа посвећеног вилама виде се у обреду приношења жртава чуварицама извора и тај обичај је још веома распрострањен. Према популарном вјеровању (сујеверју) присутном код Словена (или неких Словена) свако ко се напије воде из неког непознатог извора треба да баци новчић у ту воду, или да на оближње дрво или грм окачи крпицу, траку или конац.

## Неначета вода
Неначета вода се сматра веома љековитом. Може се наћи у појединим шумским пећинама. Име је добила због тога што потиче из хтонских земљаних дубина и није имала контакта са свјетлошћу. Оваква вода има магијска дејства. Користила се за спремање чеснице, умивање и купање дјеце за Божић.

### Вода аџијазма
Када се изводе посебни ритуали над неначетом водом, сматра се да је то вода анџијазма. Употребљавала се за борбу против вампира. Ова вода се сматра љековитом. Капела Свете Петке у Београду се налази на извору воде која се у народу зове анџијазма. Вјерује се да је љековита и да помаже у лијечењу очних болести. Та вода се сматра освећеном и богојављенском, захваћеном на крају некрштених дана у рано јутро.

## Вода са наковња
Наковањ се сматрао мистичним предметом. Пред Божић га ковачи каде, посипају вином и тако се моле. Постоји веома стар обичај који подразумијева да сви ковачи одређеног дана лупе чекићем од наковањ да би утврдили магични ланац којим је окован ђаво.

## Вода Заборава
Термин вода заборава се односи на воду која је замрзнута. Чином замрзавања вода добија мистичне особине. У митологији ова вода изазива губитак памћења. Према вјеровањима, ко попије ту воду изгуби памћење или бива заборављен од свих.

## Извори:
- Ненад Гајић: Словенска митологија, Лагуна, Београд, 2011.
- Веселин Чајкановић: Стара српска религија, Београд 1994.
- Сретен Петровић: Српска митологија у веровању, обичајима и ритуалима, Београд, 2015.
- Спасоје Васиљев: Словенска митологија, Србобран, 1928.
- Др Јосип Мал: Историја словенског народа, Љубљана, 1939.
- Тимар Мерсебуршки: Хроника, 1012-1018
- Хелмолд: Хроника Словена, 1171.
- Повест минулих лета или Несторова хроника, XI век